# Luling (Texas)
Luling es una ciudad ubicada en el condado de Caldwell en el estado estadounidense de Texas. En el Censo de 2010 tenía una población de 5.411 habitantes y una densidad poblacional de 380,27 personas por km².

## Geografía
Luling se encuentra ubicada en las coordenadas 29°40′54″N 97°38′48″O / 29.68167, -97.64667. Según la Oficina del Censo de los Estados Unidos, Luling tiene una superficie total de 14.23 km², de la cual 14.13 km² corresponden a tierra firme y (0.67%) 0.1 km² es agua.

## Demografía
Según el censo de 2010, había 5.411 personas residiendo en Luling. La densidad de población era de 380,27 hab./km². De los 5.411 habitantes, Luling estaba compuesto por el 70.76% blancos, el 8.54% eran afroamericanos, el 0.37% eran amerindios, el 0.48% eran asiáticos, el 0.02% eran isleños del Pacífico, el 16.73% eran de otras razas y el 3.1% pertenecían a dos o más razas. Del total de la población el 52.6% eran hispanos o latinos de cualquier raza.